# 181670 Kengyun
181670 Kengyun è un asteroide della fascia principale. Scoperto nel 2008, presenta un'orbita caratterizzata da un semiasse maggiore pari a 3,1917125 UA e da un'eccentricità di 0,0267490, inclinata di 11,44501° rispetto all'eclittica.